# Прядихино
Прядихино — деревня в Кирилловском районе Вологодской области.
Входит в состав Талицкого сельского поселения, с точки зрения административно-территориального деления — в Талицкий сельсовет.
Расстояние по автодороге до районного центра Кириллова — 72 км, до центра муниципального образования Талиц — 7 км. Ближайшие населённые пункты — Рудаково, Бардуха, Леониха.
По переписи 2002 года население — 10 человек.